# Sebastião Oliveira
Sebastião Ignácio de Oliveira Júnior (Recife, 31 de agosto de 1968) é um médico e político brasileiro, do estado de Pernambuco filiado ao Avante.

## Biografia
Iniciou o curso de Medicina na Universidade Federal de Pernambuco em 1985, aos 17 anos, concluindo-o em 1993, aos 25.
Foi eleito deputado federal em 2014, para a 55.ª legislatura (2015-2019). Se absteve na votação do Processo de impeachment de Dilma Rousseff. Em agosto de 2017 votou contra o processo em que se pedia abertura de investigação do então presidente Michel Temer, ajudando a arquivar a denúncia do Ministério Público Federal.
Em dezembro de 2014, foi nomeado para a secretaria dos Transportes, pelo governador Paulo Câmara, sendo substituído por Raul Jungmann. No entanto, em 06 de abril de 2018 teve seu cargo de secretário substituído por Antônio Ferreira Cavalcanti.
Foi reeleito deputado federal nas eleições de 2018 para o mandato 2019-2022. 
- Wikinotícias